# 布卢瓦国家养马场
布卢瓦国家养马场（Haras national de Blois）是法国卢瓦尔-谢尔省布卢瓦市中心的一处历史建筑，建于1878-1880年。养马场原设于讲道街（rue du Sermon）17世纪加尔默罗会修道院，后因空间不足并且建筑物破损，迁址Maunoury大道62号现址。1992年2月27日列为法国历史古迹。
从1995年，国家养马场在旅游旺季开放。2006年，布卢瓦国家养马场关闭。 